# Pabstija
Pabstija (lat. Pabstia), rod trajnica iz porodice kaćunovki. Rasprostranjen je po južnom i jugoistočnom Brazilu. Priznato je pet vrsta

## Vrste
1. Pabstia jugosa (Lindl.) Garay
2. Pabstia modestior (Rchb. f.) Garay
3. Pabstia placanthera (Hook.) Garay
4. Pabstia schunkiana V.P. Castro
5. Pabstia viridis (Lindl.) Garay